# Мар'ївка (Совєтський район, Курська область)
Мар'ївка (рос. Марьевка) — присілок в Совєтському районі Курської області Російської Федерації.
Населення становить 78 осіб. Входить до складу муніципального утворення Краснодолинська сільрада.

## Історія
Населений пункт розташований на території українського етнічного та культурного краю Східна Слобожанщина.
Від 2004 року входить до складу муніципального утворення Краснодолинська сільрада.

## Населення
| 2002 | 2010 |
| ---- | ---- |
| 97   | ↘78  |